# Federazione pallavolistica di Saint Kitts e Nevis
La Federazione nevisiana di pallavolo (eng. St. Kitts and Nevis Amateur Volleyball Association) è un'organizzazione fondata per governare la pratica della pallavolo a Saint Kitts e Nevis.
Organizza il campionato maschile e femminile, e pone sotto la propria egida la nazionale maschile e femminile.
Ha aderito alla FIVB nel 1988.